# محمد راتب غنيم
محمد راتب غنيم المعروف بكنيته أبو ماهر (ولد في 1937) هو سياسي فلسطيني ومسؤول كبير في حركة فتح وهو عضو في اللجنة المركزية لحركة فتح.

## السيرة الذاتية
ولد غنيم في القدس عام 1937 وشارك في نشاط نقابي في شبابه. بالإضافة إلى آلاف الفلسطينيين طرد من المدينة خلال حرب 1948. شارك غنيم في السياسة الفلسطينية وأصبح عضواً مؤسساً لحركة فتح في عام 1957. شارك أيضاً في تأسيس منظمة التحرير الفلسطينية في عام 1964. خلال معظم هذه الفترة قاتل ضد إسرائيل جنباً إلى جنب مع ياسر عرفات في لبنان. تلقى غنيم تدريباً عسكرياً من جمهورية الصين الشعبية قائد العاصفة الجناح العسكري الرسمي لحركة فتح. بعد رحيل منظمة التحرير الفلسطينية من لبنان في أوائل الثمانينيات انتقل غنيم إلى تونس مع الكثير من القيادات الفلسطينية.
اعترض غنيم على اتفاقية أوسلو للسلام التي وقعها عرفات في العام 1993 ورفض العودة إلى فلسطين إلى أن يتم تحرير كل أراضيها بما في ذلك إسرائيل الحديثة. ظل في المنفى في تونس ولكنه عاد إلى الضفة الغربية في 29 يوليو 2009 لحضور مؤتمر فتح العام في بيت لحم. أقنع رئيس السلطة الوطنية الفلسطينية محمود عباس السلطات الإسرائيلية بالسماح لغنيم بدخول الأراضي الفلسطينية والعيش فيها بشكل دائم. استقبله عباس ومئات من نشطاء فتح في رام الله. عادت عودته إلى تغيير في سياسة فتح مع تعزيز غنيم لموقف عباس ضد زعيم فتح المنافس فاروق القدومي الذي لا يزال في المنفى. بعد عودته حصل على دور أحد نواب عباس.